# Вюртембергский художественный союз (Штутгарт)
Вюртембергский художественный союз в Штутгарте (нем. Württembergische Kunstverein Stuttgart) — художественное объединение в городе Штутгарт (земля Баден-Вюртемберг), основанное в 1827 году при участии юриста и художника Карла Урбана Келлера — одно из старейших художественных объединений Германии; союз, насчитывающий около 3000 членов, с 2012 года располагается в арт-центре «Кунстгебойде» (Kunstgebäude), построенном в 1919 году; сегодня организация специализируется на продвижении современного искусства — служит выставочным центром для современной живописи, графики, фотографии, видео-арта, инсталляций, перформанса и архитектурных проектов.

## История и описание

### История и здание
Среди ключевых основателей союза «Württembergischer Kunstverein» был адвокат и художник Карл Урбан Келлер (1772—1844), который стал первым главой ассоциации. Целью объединения, основанного в 1827 году, была предпринимательская деятельность в области искусства, как то: покупка, продажа (включая проведение аукционов) и выставка произведений местных художников. Как и в случае с другими художественными ассоциациями того времени, членство заключалось в приобретении акций, с помощью которых можно было и участвовать в специальных розыгрышах — и таким образом приобретать произведения искусства для себя лично.
Вюртембергский художественный союз в 1913 году разместился в здании «Кунстгебойде» (Kunstgebäude) на Дворцовой площади (Schloßplatz), спроектированном Теодором Фишером; с тех пор он стал местом исследования современного искусства. Само здание было построено под руководством архитектора Ганса Дайбера и открыто 8 мая 1913 года; скульптуры на его фасаде и колоннады были созданы Якобом Брюльманом и Йозефом Цайтлером. Ранее на этом месте размещался Королевский придворный театр, здание которого сгорело в 1902 году.
В 1930-х годах, как и все художественные общества Германии, союз в Штутгарте был «приведен в соответствие» с национал-социалистическим видением культуры: так, уже в марте 1933 года первая крупная ретроспективная выставка Оскара Шлеммера была закрыта в связи с демонстрацией работы «Bauhaustreppe» (1932), которая не прошла цензуру, обязательную перед открытием подобного мероприятия (см. «дегенеративное искусство»).
Музейное здание было почти полностью разрушено во время Второй мировой войны (за исключением купола); лишь в 1961 году была завершена его реконструкция, продолжавшаяся пять лет и одновременно связанная с его расширением до современного вида. Исторический комплекс с купольным залом и галереями был дополнен новым четырёхугольным залом (Viereckssaal; 36 на 36 метров), построенным по проекту Пауля Бонаца и Гюнтера Вильгельма, а также стеклянным соединительным крылом между старым и новым зданиями. Совместно с союзом, в восстановленном здании разместилась и художественная галерея города Штутгарт (Galerie der Stadt Stuttgart). В 2005 году городская галерея переехала из Кунстгебойде в новый музей — Художественный музей Штутгарта — который находится в нескольких сотнях метров. С 2012 года художественный союз получил постоянную «прописку» в комплексе Кунстгебойде.
Сегодня союз располагает тремя основными выставочными пространствами: Купольным залом в 500 м², «смежным» зданием в 290 м² и «Квадратным залом» в 1250 м². В выставочный комплекс входит и музейное кафе «Künstlerbund».

### Деятельность
Вюртембергский художественный союз является выставочным центром современной живописи, графики, фотографии, видео-арта и инсталляций; в нём также проходят перформансы и выставляются архитектурные проекты. Лекции, конференции и присуждение стипендий являются дополнительными мероприятиями. По собственной оценке, центральное значение союз придаёт изучению «социально-политических контекстов и пространств действия» современного искусства: иначе говоря, основное внимание уделяется потенциалу искусства к сопротивлению существующие системы порядка и, одновременно, его «подрывному» потенциалу, способному реорганизовать и разрушить существующие системы. Исследования фокусируются на таких областях, как архитектура и развитие городов, экономика и демократия, гендерные исследования и постколониальные теории.
Под обозначением «Центр + Периферия» (Zentrum + Peripherie) ассоциация пытается изучать взаимодействие между западным искусством и искусством за пределами западноевропейских и североамериканских стандартов. Проекты «Центра + Периферии» создаются кураторами и художниками из разных регионов мира. Württembergische Kunstverein также считает себя и производственной средой: художественная мастерская «Im Schellenkönig» дополнена возможностью (со)производства новых работ для «сложных выставочных сценариев». Ассоциация также регулярно предлагает своим членам возможность представить свои собственные работы в рамках специальной членской выставки (Mitgliederausstellung), проводящейся каждый год на ту или иную тему.
В 2015 году выставка «Die Bestie ist der Souverän», проводившаяся совместно с Музеем современного искусства Барселоны (MACBA), была выбрана немецким отделением Международной ассоциации искусствоведов (AICA) как «выставка года».